# Lost Judgment
 (mai 2021).
Si vous disposez d'ouvrages ou d'articles de référence ou si vous connaissez des sites web de qualité traitant du thème abordé ici, merci de compléter l'article en donnant les références utiles à sa vérifiabilité et en les liant à la section « Notes et références ».
Lost Judgment (LOST JUDGMENT：裁かれざる記憶) est un jeu vidéo d'action-aventure développé par le Ryu ga Gotoku Studio et édité par Sega, il est sorti le 24 septembre 2021 sur PlayStation 4, PlayStation 5, Xbox One et Xbox Series puis le 14 septembre 2022 sur Microsoft Windows.
C'est la suite directe du jeu Judgment.

## Trame
Décembre 2021. À la suite de sa condamnation à douze ans de travaux forcés pour cause d'agression, le chef de la police métropolitaine, Akihiro Ehara annonce à la cour qu'un meurtre a été commis à Yokohama, dans le quartier d'Ijincho. La victime était un dénommé Hiro Mikoshiba, professeur stagiaire dans le lycée Seiryo, où étudiait il y a quatre ans Toshiro, le fils d'Ehara. Il s'avère que Mikoshiba est soupçonné de harcèlement sexuel et moral envers ses élèves. Toshiro Ehara a également subi ses mauvais traitements et s'est donné la mort. Comment la police a pu ignorer un tel acte ? Qui tire les ficelles derrière cette histoire sordide ? Contacté par l'avocate d'Ehara, Saori Shirosaki du cabinet Genda, Yagami reprend du service accompagné de Kaito mais aussi avec deux amis ayant monté leur agence de détectives à Yokohama.

## Système de jeu
Le système de jeu ressemble au premier épisode de Judgment et aux anciens Yakuza.
Outre le tigre et la grue, Yagami a désormais un nouveau style de combat : le serpent.
Outre le quartier emblématique de Kamurochô, célèbre dans tous les épisodes de la série Yakuza et dans le premier Judgment, Yagami visitera également le quartier d'Isezaki Ijincho de Yokohama, déjà apparu dans Yakuza: Like a Dragon.

## Personnages

### Personnage principaux et issus de Judgment
- Takayuki Yagami ;
- Masaharu Kaito ;
- Ryuzo Genda ;
- Saori Shirosaki ;
- Issei Hoshino ;
- Fumiya Sugiura ;
- Makoto Tsukomo ;
- Toru Higashi.

### Nouveaux personnages
- Akihiro Ehara ;

- Hiromu "Hiro" Mikoshiba ;

- Yuzo Okuda ;

- Jin Kuwana ;

- Kazuki Soma ;

- Daimu Akutsu.

## Développement
Le titre est annoncé le 7 mai 2021 lors d'une diffusion programmée sur internet à l'occasion du "Judgment Day". Durant celle-ci, Toshihiro Nagoshi explique que la série n'adoptera pas le combat au tour par tour à l'instar de désormais Yakuza avec Yakuza: Like a Dragon, argumentant le fait de vouloir perfectionner les deux systèmes.